# Sucremyrpitta
Sucremyrpitta (Grallaricula cumanensis) är en fågel i familjen myrpittor inom ordningen tättingar.

## Utseende och läte
Sucremyrpittan är en liten (11 cm) myrpitta med skiffergrå hjässa och brun ovansida. På huvudet syns en tydlig beigefärgad tygel och ring bakom ögat. Undersidan är rostorange, med ljusare strupe och vitt på bukens mitt. Lätet består av en lång drill som först stiger och sedan sjunker.

## Utbredning och systematik
Sucremyrpitta delas in i två underarter med följande utbredning:
- Grallaricula cumanensis cumanensis – kustnära bergstrakter i norra Venezuela (Anzoátegui, Sucre and Monagas)
- Grallaricula cumanensis pariae – nordöstra Venezuela (subtropiska bergstrakter på Paríahalvön)

## Status
Arten har ett begränsat utbredningsområde och skogarna den lever i röjs i allt ökande takt till förmån för expanderande jordbruk. Internationella naturvårdsunionen IUCN kategoriserar den som sårbar.